# Зигот
Зигот (стгрч. ζυγωτός 'спојен, увезан', од ζυγουν 'спојити, упрети') је еукариотска ћелија формирана између два догађаја оплодње. Геном зигота је комбинација ДНК у свакој гамети и садржи све генетске информације новог индивидуалног организма. 
Код вишећелијских организама, зигот је најранија развојна фаза. Код људи и већине других анизогамних организама, зигот се формира када се јајна ћелија и сперматозоида споје како би створили нови јединствени организам. Код једноћелијских организама, зигот се може делити асексуално митозом да би се произвело идентично потомство.
Немачки зоолози Оскар и Ричард Хертвиг направили су нека од првих открића о формирању животињских зигота крајем 19. века.

## Развој људског зигота
Кроз микроскоп, оплођена јајна ћелија изгледа као састављена од малих делова у оквиру већих целина. У центру ћелије, у једру, налазе се хромозоми који носе гене. Око једра је ћелијска материја, која служи као сиров материјал за првих неколико деоба ћелије. Цео зигот налази се у провидној зони (zona pellucida), финој овојници дебљине само неколико молекула, који чине њене границе. Ниједан део зигота не личи на коштану ћелију или крвну ћелију. Ипак, током првих неколико недеља након зачећа, ова једна ћелија ће се изделити велики број пута, стварајући много различитих врста ћелија. За око 266 дана, она ће се трансформисати у бебу која се мрда и плаче. Као први корак у разумевању овог процеса, научници обично деле пренатални развој у три широка периода, које одликују специфични обрасци раста и интеракције између организма и средине. 
1. Период заметка почиње спајањем полних ћелија мајке и оца при зачећу, и траје до тренутка када се организам у развоју причвршћује за зид материце, око 8 до 10 дана касније.
2. Период ембриона траје од тренутка причвршћивања за зид материце до краја осме недеље, када сви велики органи добијају примитивни облик.
3. Период фетуса почиње у деветој недељи након зачећа, са првим знацима очвршћивања костију, и траје све до рођења; у просеку око 30 недеља. Током овог периода, примитивни систем органа развија се до стања у коме беба може да живи ван мајке, без медицинске помоћи.

У људској оплодњи, ослобођена јајна ћелија (хаплоидна секундарна ооцита са реплицираним копијама хромозома) и хаплоидна ћелија сперме (мушки гамет) се комбинују и формирају једну диплоидну ћелију звану зигот. Једном када се један сперматозоид споји са ооцитом, ова друга завршава поделу мејозе формирајући хаплоидну ћерку ћелију са само 23 хромозома, скоро целом цитоплазмом и мушким пронуклеусом. Други производ мејозе је друго поларно тело са само хромозомима, али без способности да се реплицира или преживи. Код оплођене ћерке ћелије, ДНК се затим реплицира у два одвојена пронуклеуса изведена из сперматозоида и јајне ћелије, чинећи број хромозома зигота привремено 4н диплоидним. Након отприлике 30 сати од времена оплодње, фузија пронуклеуса и непосредна митотичка подела производе две 2н диплоидне ћерке ћелије које се називају бластомери.

### Кретање зигота до материце
Током првих 8 до 10 дана након зачећа, оплођена јајна ћелија креће се полако, кроз фалопијеве тубе, до материце. Време овог путовања је кључно. Ако нови организам уђе прерано у материцу, унутрашњост материце неће бити спремна и организам ће бити уништен. Ако стигне сувише касно, неће постојати потребни услови за везивање за зид материце, и организам ће испасти из мајчиног тела. 
Деоба, миотичко дељење зигота на неколико ћелија, почиње око 24 сата након зачећа, док оплођена јајна ћелија путује низ фалопијеве тубе. Једноћелијски зигот дели се на две ћерке ћелије, које се обе деле да би произвеле још по две ћерке ћелије, и тако редом. Захваљујући овом периодичном дуплирању, у тренутку када доспе до материце, организам ће се већ састојати од неколико стотина ћелија. Важна карактеристика деобе јесте да се ћелије које постоје у било ком тренутку, не деле истовремено. Пошто се различити делови организма мењају различитом брзином, понашање организма биће више или мање зрело, у зависности од тога који делови организма су највише ангажовани. 
Након првих неколико деоба, унутар зоне пелуциде, обликује се скупина ћелија названа морула. Током првих 4 или 5 дана након зачећа, са сваком деобом, ћелије моруле постају све мање и мање, док не достигну величину просечне ћелије тела. У овом тренутку, ћелије по први пут успостављају везу са средином ван зоне пелуциде, да би узеле храњиве материје. Ако не успоставе ту везу, деобе ће престати и организам ће умрети. Прве промене у унутрашњем облику организма настају истовремено са овим интеракцијама између организма (моруле) и његове средине (фалопијевих туба). Прва уочљива промена у облику је појава шупљине испуњене течношћу унутар моруле. Истовремено, по први пут се могу разликовати две врсте ћелија. 
Трансформација моруле у бластоцисту је најранији пример понављања обрасца у коме се развој манифестује као процес диференцијације и поновне интеграције. У овом случају, идентичне ћелије моруле се диференцирају у две врсте ћелија које се, затим, поново интегришу у зрелији облик организма назван бластоциста. Две врсте ћелија у бластоцисти играју различите улоге у развоју, успостављајући две врсте интеракција са средином. Са једне стране централне шупљине је нагомилана скупина малих ћелија названих маса унутрашњих ћелија. Из ове масе ћелија развиће се сам организам. 
Око масе унутрашњих ћелија и шупљине, дупли слој великих, равних ћелија, названих трофобласт, формира заштитну баријеру између масе унутрашњих ћелија и средине. Касније ће се трофобласт развити у мембране које ће штитити организам у развоју, и преносити му храњиве материје. Док се диференцирају ћелије бластоцисте, распада се зона пелуцида која је окружује. Слој трофобласта сада служи као пумпа и пуни унутрашњу шупљину енергетски богатом течношћу из материце, што омогућава ћелијама да наставе деобу и организму да се развија.
Процес развоја може стати у сваком тренутку ових пренаталних периода. На пример, процењено је да у око 31% случајева, генетски материјал, који настаје сједињавањем сперматозоида и јајне ћелије, неспособан је за опстанак и зигот се уопште не развија.
Између фаза оплодње и имплантације, ембрион у развоју се понекад назива преимплантационим концептом. Ова фаза се такође назива пре-ембрионом у правним дискурсима, укључујући релевантност за употребу ембрионалних матичних ћелија. У САД, Национални институт за здравље је утврдио да је традиционална класификација ембриона пре имплантације и даље тачна.
У неким експериментима, прави се вештачки људски зигот ради проучавања лечења наследних болести.

## Гљиве
Код гљива, сексуална фузија хаплоидних ћелија назива се кариогамија. Резултат кариогамије је формирање диплоидне ћелије која се зове зигот или зигоспора. Ова ћелија тада може ући у мејозу или митозу у зависности од животног циклуса врсте.

## Биљке
Код биљака, зигоа може бити полиплоидан ако дође до оплодње између мејотски нередукованих гамета. Код копнених биљака, зигот се формира унутар коморе која се зове архегонијум. Код биљака без семена, архегонијум је обично у облику бочице, са дугим шупљим вратом кроз који улази сперматозоид. Како се зигота дели и расте, то чини унутар архегонијума.

## Репрограмирање до тотипотенције
Формирање тотипотентног зигота са потенцијалом да произведе цео организам зависи од епигенетског репрограмирања. Чини се да је деметилација ДНК очевог генома у зиготу важан део епигенетског репрограмирања. У очевом геному миша, деметилација ДНК, посебно на местима метилованих цитозина, је вероватно кључни процес у успостављању тотипотенције. Деметилација укључује процесе поправке ексцизије базе и могуће друге механизме засноване на поправци ДНК.

## Код других врста
Зигот алги врсте Chlamydomonas садржи ДНК хлоропласта (цпДНК) оба родитеља; такве ћелије су генерално ретке, пошто се нормално цпДНК наслеђује унипарентно од родитеља мт+ типа парења. Ови ретки бипарентални зиготи омогућили су мапирање гена хлоропласта рекомбинацијом.

## Код протозоа
Код амебе, репродукција се дешава ћелијском деобом родитељске ћелије: прво се језгро родитељске ћелије дели на два, а затим се цепа и ћелијска мембрана, постајући две "ћерке" амебе.